# Stigmella nivenburgensis
De smalle wilgenmineermot (Stigmella nivenburgensis) is een vlinder uit de familie dwergmineermotten (Nepticulidae). De wetenschappelijke naam is voor het eerst geldig gepubliceerd in 1942 door Preissecker.
De soort komt voor in Europa.